# Désiré-Jean Sikely
Jean-Désiré Sikely est un footballeur international ivoirien, né à Grand-Lahou le 27 janvier 1951. Il est actuellement président du Mouvement écologique ivoirien qu'il a fondé en 2003,,,.

## Carrière
- 1973-1975 : Olympique de Marseille[5]
- 1975-1978 : Sporting Toulon Var
- 1978-1979 : Olympique de Marseille
- 1979-1980 : FC Martigues
- 1980-1983 : Montpellier HSC
- 1983-1985 : FC Sète

## Mouvement écologique ivoirien
Le Mouvement écologique ivoirien (MEI) est un parti politique créé le 20 août 2003 par le président-fondateur Désiré-Jean Sikely, qui en est depuis le président.

## Œuvres
- Jean-Désiré Sikely, La chance au bout du pied, Saint-Denis, Edilivre, 23 août 2013, 109 p. (ISBN 978-2-332-57316-2)